# Jalea de ube
La jalea de ube o (en tagalo: halaya ng ube o halayang ube; en hiligueino: halea sg ubi o halea nga ubi; en inglés: ube halaya) es un postre filipino hecho de batata morada, localmente conocido como ube, hervida y hecha puré. La jalea de ube es la base principal utilizada para postres y helados hechos a base de ube. También se suele incorporar en otros postres como el halo-halo. Se conoce también como mermelada de ube o puré de ube (en tagalo: nilupak na ube).